# Mecat Adan
Mecat Adan is een bestuurslaag in het regentschap Pidie van de provincie Atjeh, Indonesië. Mecat Adan telt 533 inwoners (volkstelling 2010).